# Pietro Gioffredo

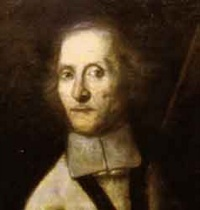
Pietro Gioffredo

Pietro Gioffredo (* 16. August 1629 in Nizza; † 11. November 1692 ebenda) war ein savoyischer Historiker.

## Leben und Werk
Pietro (auch: Pierre) Gioffredo entstammte einer Notabelnfamilie aus Nizza. Er besuchte das dortige Jesuitenkolleg. Von 1649 bis 1660 war er Leiter des städtischen Primarschulwesens. 1653 wurde er von Bischof Didier Palettis von Nizza zum Priester geweiht. Als er 1658 im Alter von 29 Jahren sein erstes Geschichtswerk veröffentlichte, wurde er von Karl Emanuel II. von Savoyen nach Turin geholt, wo der Fürst ihn am 20. März 1662 zum Historiker des fürstlichen Hauses machte. Er verkehrte mit den Historikern Samuel Guichenon (1607–1664) und Emanuele Tesauro. Von 1665 bis 1673 lebte er von der Charge eines Pfarrers der Oratorianerkirche von Turin. Dann wurde er bis 1684 Lehrer und Almosenier des 1666 geborenen Viktor Amadeus II. und ab 1674 herzoglicher Bibliothekar (als Nachfolger von Jules Torrini, 1607–1678). 1677 machte man ihn zum Ehrenbürger von Turin und verlieh ihm 1679 den Orden der Heiligen Mauritius und Lazarus. 1688 wurde er Kommendatarabt von Kloster Aulps, ein Amt, das er 1689 gegen das des Abtes der Abtei Saint Pons in Nizza eintauschte. 1691 verhandelte er in Nizza die Kapitulation und Übergabe an Nicolas de Catinat. Er starb ein Jahr später.
Gioffredos Hauptwerk, die monumentale Geschichte des Seealpen- und Küstenraums (Alpi Marittime) zwischen Fréjus, Savona und Briançon, wurde erst im 19. Jahrhundert im italienischen Original gedruckt und erschien erst in jüngster Zeit in französischer Übersetzung, zusammen mit der Chorographie, die dazu die nötige geographische Information (Stand: 17. Jahrhundert) bereitstellte.
In Nizza erinnert die Rue Gioffredo an ihn.

## Werke
- Nicaea civitas sacris monumentis illustrata. Augustae Taurinorum 1658.
  - (Teilübersetzung) Actes de la vie et du martyre de S. Pons, tirés du « Nicaea civitas, auctore Giofredi ». Nyons 1864.
- Petri Jofredi Miscellaneorum epigrammatum libri sex. Augustae Taurinorum 1681.
- (mit Emanuele Tesauro) Theatrum statuum Regiae Celsitudinis Sabaudiae ducis. Amsterdam 1682. Theatrum Statuum Sabaudiae
- Storia delle Alpi-Marittime. Hrsg. Costanzo Gazzera. 26 Bücher. 7 Bde. Turin 1839. 1978.
  - (französisch) Histoire des Alpes-Maritimes. Une histoire de Nice et des Alpes du Sud des origines au 17e siècle. Hrsg. und Übersetzer Hervé Barelli.
  - (1) Du temps d’Hercule à 1300. Nizza 2007.
  - (2) De 1301 à 1528. Nizza 2008.
  - (3) De 1529 à 1652. Nizza 2008.
  - (4) Index, bibliographies, atlas. Nizza 2007.
- Delle storie Nicesi opuscoli due, di Onorato Pastorelli e Pietro Gioffredo. Hrsg. Luigi Cicchero. Nizza 1854.
- Chorographie des Alpes-Maritimes. Une description de Nice et des Alpes du Sud au 17e siècle. Hrsg. und Übersetzer Pierre Hervé Barelli. Nizza 2007.